# 昆仑山 (神话)
崑崙山（又寫作昆侖山），在古代漢族神話中象徵著世界軸心和世外仙鄉的高山，位於中原西北地區邊緣。傳說中的崑崙山，有城高一萬一千里一百一十四步二尺六寸。其下有不能浮起羽毛的弱水，外圍還有持續燃燒不滅的的炎火山。崑崙山是天帝下都，有開明獸守其城門。傳説崑崙山中居住著一位神仙「西王母」，由三足烏侍奉，其宮闕十分富麗壯觀，有「閬風巔」、「天墉城」、「碧玉堂」、「瓊華宮」、「紫翠丹房」、「懸圃宮」、「昆侖宮」，為真官仙靈之所宗。道教傳說又為西王母配上一位「東王公」，後世的小說，將此形象轉變為瑤池金母與玉皇大帝。

## 詞源
「崑崙」的詞源有以下幾種說法：
（一）「混淪（混沌或渾淪）、旋轉」之意，大多學者認為混淪是崑崙的古義，如《經典釋文》：混，本又作昆；淪，本又作侖。《太玄經》：昆侖旁薄，幽。范望註：昆，渾也，侖，淪也，天之象也。旁薄，猶彭魄也，地之形也。幽，隱也。言天渾淪而包於地，地彭魄而在其中。《康熙字典》：又凡物之圓渾者曰昆崙，圓而未剖散者曰渾淪。王力曾考證昆、混、渾讀音相近，意義相關，三字同源。賈雯鶴考察崑崙作為旋轉的天柱的內涵，以「蓋天說」證崑崙為旋轉之意的由來。
（二）「高、大」之意，如《爾雅·釋丘》：丘一成為敦丘，再成為陶丘，再成銳上為融丘，三成為崑崙丘。《山海經·海外南經》：崑崙虛在其東，虛四方。畢沅註：是崑崙者，高山皆得名之。《通典》：先儒皆引禹受地統書云『崑崙東南地方五千里，名曰神州』是也。按皇地祇，鄭玄以為崑崙，即是土地高著之稱。
（三）「天」之意 ，如《史記·匈奴列傳》，司馬貞《索隱》說「祁連一名天山，亦曰白山」。而《漢書·霍去病傳》「去病至祁連山」，顏師古注曰「祁連山即天山也，匈奴呼天為祁連。祁音上夷反」。白鳥庫吉稱滿族人至今謂天曰"Kulun"（可音譯為崑崙），大夏赫連勃勃之「赫連」，原語為"Kulun"，亦天之謂。劉鐵程將「崑崙」與「祁連」進行對照研究，認為二者在歷史上曾同指一名，「崑崙」來自羌中，而「祁連」來自河西及西域，二者皆有「天」之意。
（四）「黑」之意，清人陶葆廉《辛卯侍行紀》中稱「崑崙」為胡語「喀喇」的轉音，即「黑」之意。岑仲勉認為「黑」並非來源於「崑崙山之黑」，而是取意於「崑崙人膚色之黑」；李文實認為崑崙本身是一個譯名，原僅指山脈，後泛指中印半島及南洋諸島地區。其語源出自今阿爾泰語系，故凡言黑均謂崑崙，如崑崙國，崑崙奴皆是。

## 概要
崑崙一詞的指涉可分為「地理上的崑崙」和「神話上的崑崙」。前者指位於中原以西的織皮、產玉的部族名，以及黃河發源地所在的高山名。後者的仙境景緻則為《山海經》、《楚辭》、緯書、志怪筆記所傳揚。
在古書中，這幾種指涉常相混同。羅燚英指出《山海經》對崑崙的記載既有神話成分，也有實際地理成分。秦漢時期，實際地理成分開始從神話中拆分出來，“西方”、“河之所出”成為歷代地理著作論述崑崙的基調。至於神話崑崙，在以“大地中央”為核心的傳承中，亦有調和“中央”與“西北”的作法。
（一）地理的崑崙
- 指西戎國氏族的一支，《書·禹貢》對此有所記載[12]。

東漢經學家認為該處位於青海湖附近，《漢書》說該地有西王母石室。現今青海省境內被視為西王母石室的地方有兩處：一是西寧市湟源縣宗家溝石室，位於青海湖東南岸；二是海西蒙古族藏族自治州天峻縣二郎洞石室，位於青海湖西北岸。
魏昭成帝時，酒泉太守認為酒泉南山（祁連山）即尚書崑崙所指之處，為崑崙之體，宜祠祀西王母。
- 指黃河發源地的高山，《爾雅·釋水》所訓釋[16]。

歷史上，對黃河源頭有紛雜的認識。漢朝時，誤認黃河源出於闐南山（喀拉塔什山），於是漢武帝命名該山為崑崙，錯以為塔里木河注入羅布泊後，會潛行地中流至大禹導黃河水的積石山。唐朝到清朝時，對黃河源頭多次展開過實地勘查，發現星宿海才是黃河源頭，而改認星宿海周圍群山（阿尼瑪卿山或巴顏喀拉山）為崑崙。
清代地理學家試圖調和漢武帝命名的新疆崑崙，以及黃河源出的青海崑崙，於是把古書中的崑崙理解為一道山脈，一片山系，經由世界屋脊帕米爾高原連結在一起，到19世紀，俄國探險家普熱瓦利斯基在地圖上描繪該山系的範圍命名為「崑崙山脈」。崑崙由此擴大為綿延在華夏西境的帕米爾高原、喜馬拉雅山脈、崑崙山脈以及青海地區的一些山脈。
（二）神話的崑崙
- 指華夏神話中的仙鄉，天帝之下都，號曰天柱。

傳說崑崙山東南隅出赤水，東北隅出河水，西北隅出洋水、黑水，西南隅出弱水、青水，其大門有開明獸守衛，上有懸圃，神陸吾司之，藏有種種珍寶，乃至於不死之藥，再上則為天庭，是天帝之居所。傳聞黃帝東取河圖，西登崑崙，而後還歸中國，躬道以平天下。
道教則傳說女仙西王母居於崑崙之間，有城千里，玉樓十二。左侍玉女，右侍羽童。西王母掌管崑崙山上的蟠桃園，握有長生不老仙藥。又以崑崙為道之聚形太上老君之治所。佛教傳至中國後，產生崑崙山即為須彌山、阿耨達山（岡底斯山或蔥嶺）的說法。
顾颉刚認為拿现在的地理记载来看昆仑的位置，甘肃、青海、新疆三省都有些像，但都不能完全像。主張其地理确实含有西北的实际背景，人物則是西北民族的想象力所构成。

## 世界結構
崑崙神話以宇宙山、天柱或地軸，來詮釋崑崙山位於「地中」的觀念。在西漢早期出土的木棺漆畫，都有聳入雲霄的高山，曾布川寬認為此即崑崙山，並論證崑崙山就是大地中央聳立之高柱，與天帝所居北辰相對應。
已有研究指出，戰國時期的西北地理知識，形成一種以天之北極、地之崑崙為宇宙中心的觀念。這種觀念在漢代頗為流行。如，緯書《尚書緯》曰:“北斗居天之中，當崑崙之上。”《春秋命歷序》稱:“天體始於北極之野，地形起於崑崙之墟。”宋均注曰:“北極，為天之樞。崑崙，為地之柄。”北極與崑崙形成天中與地中的相對，宇宙圍繞天地之中心而運轉。
漢唐道教繼承這種觀念，將玉京山視為最高天界大羅天諸山的中心，崑崙山僅次於玉京山，是十洲三島海中五嶽諸山的中心，亦是世人難以企及的大地中心。而玉京山與崑崙分別作為天界、地界的中心，是漢唐道教對傳統的“北極/天中”對應“崑崙/地中”模式的化用，與漢唐道教天界說的發展有密切關係。

## 圖集

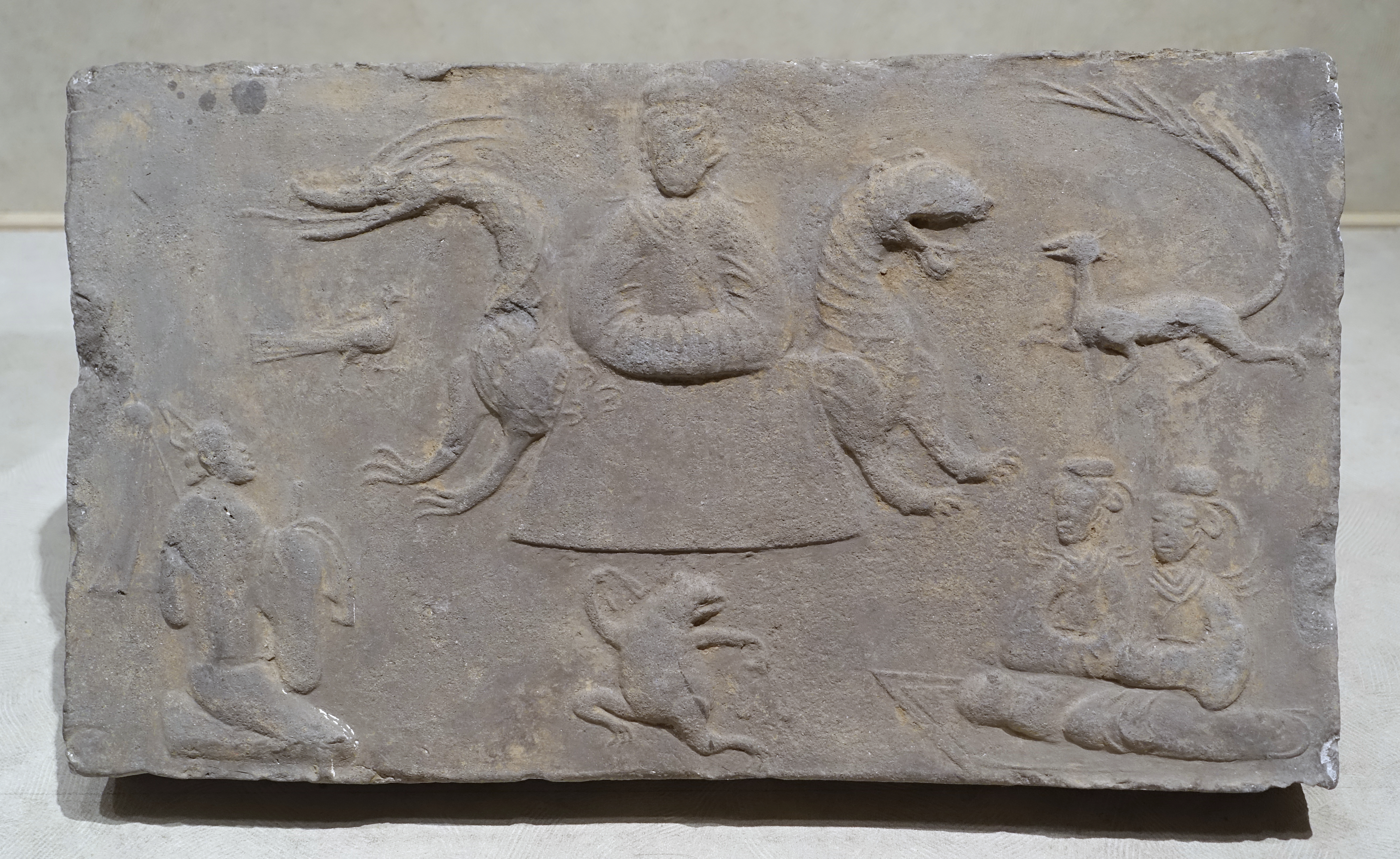
西王母端坐龍虎座中，旁有九尾狐、蟾蜍、三足烏、仙人、玉女，東漢畫像磚
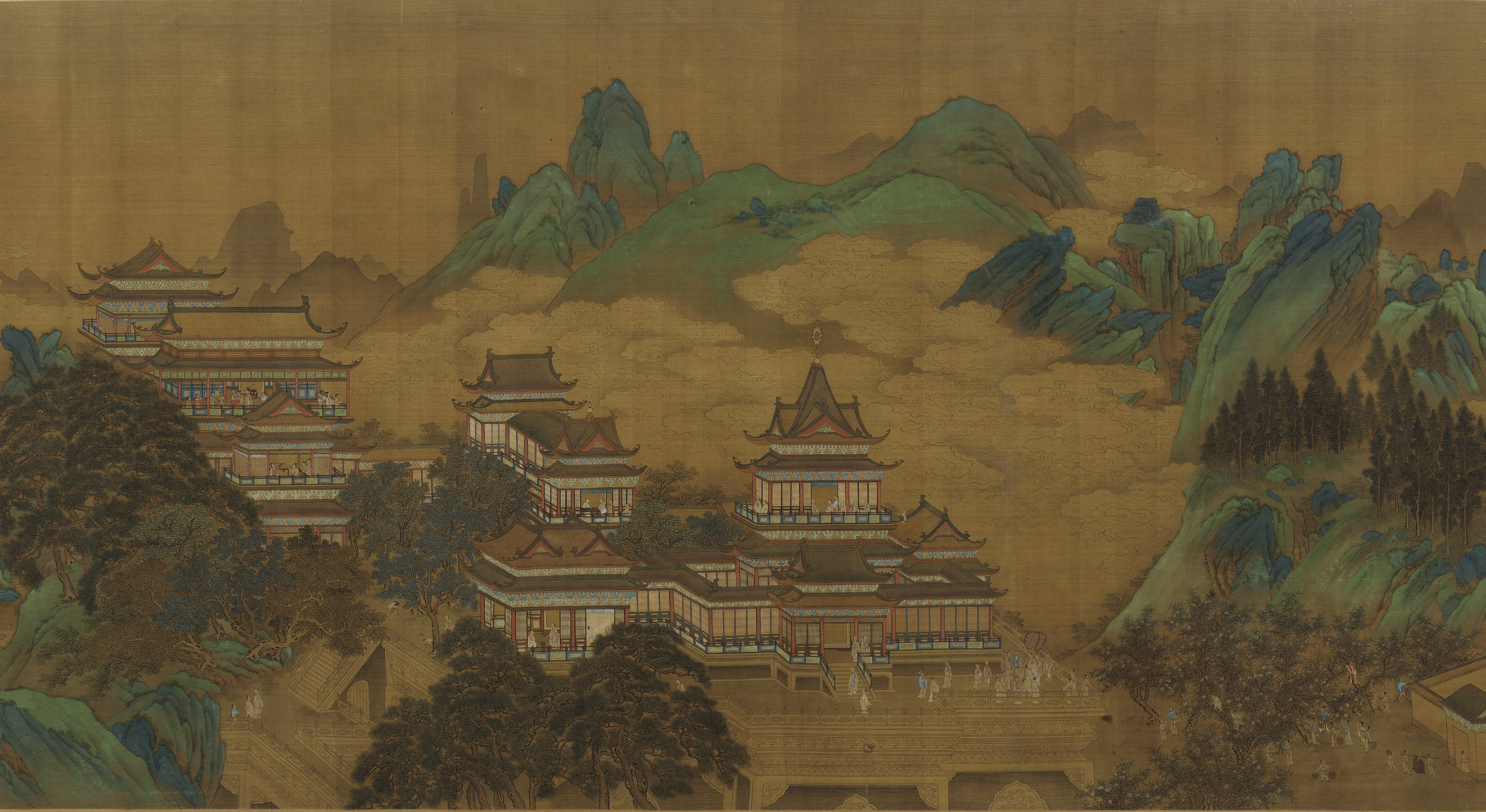
十洲三島之崑崙仙鄉上的宮殿樓閣，明朝畫作
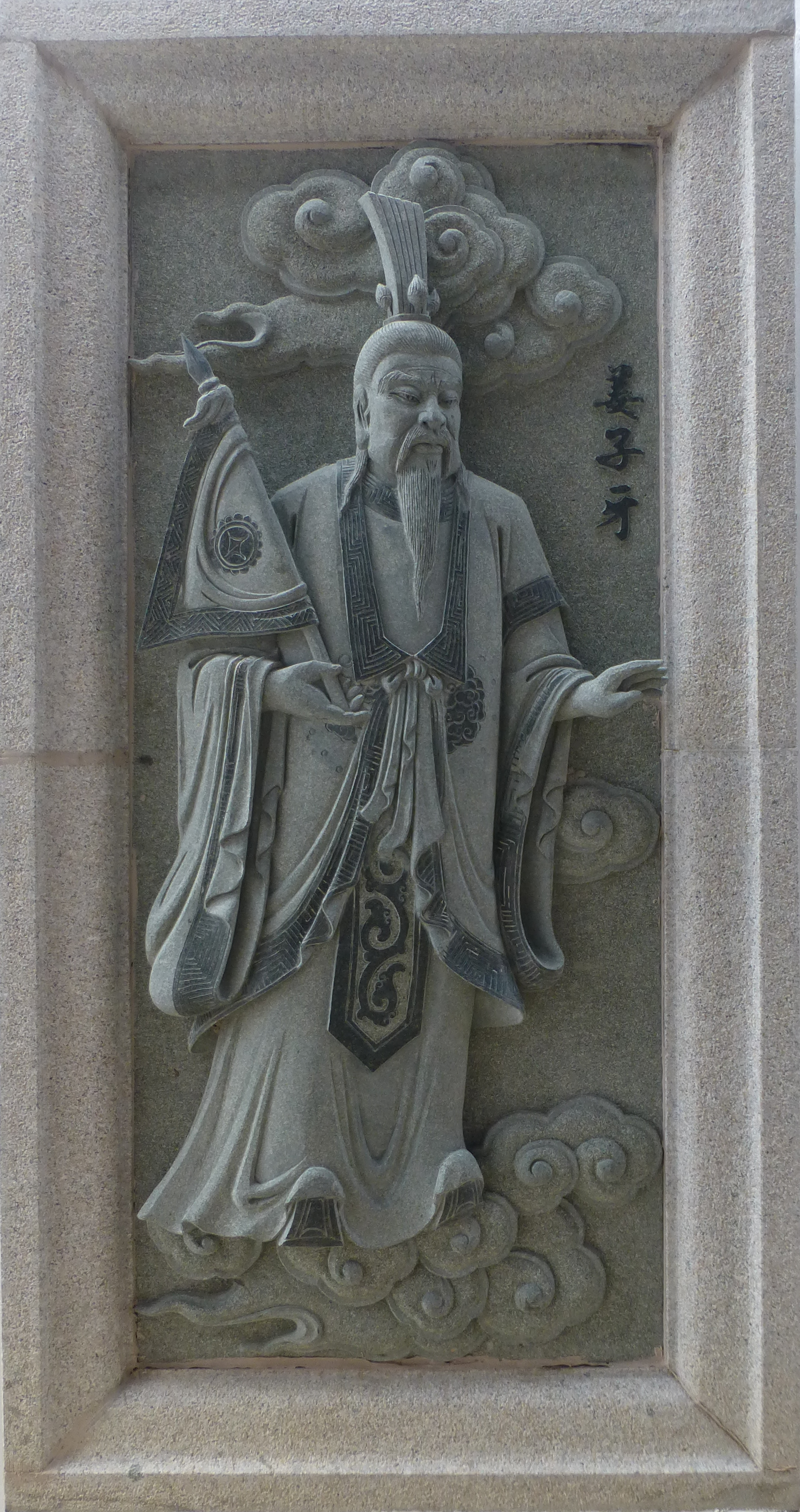
封神演義中的崑崙仙人姜子牙，廟宇浮雕
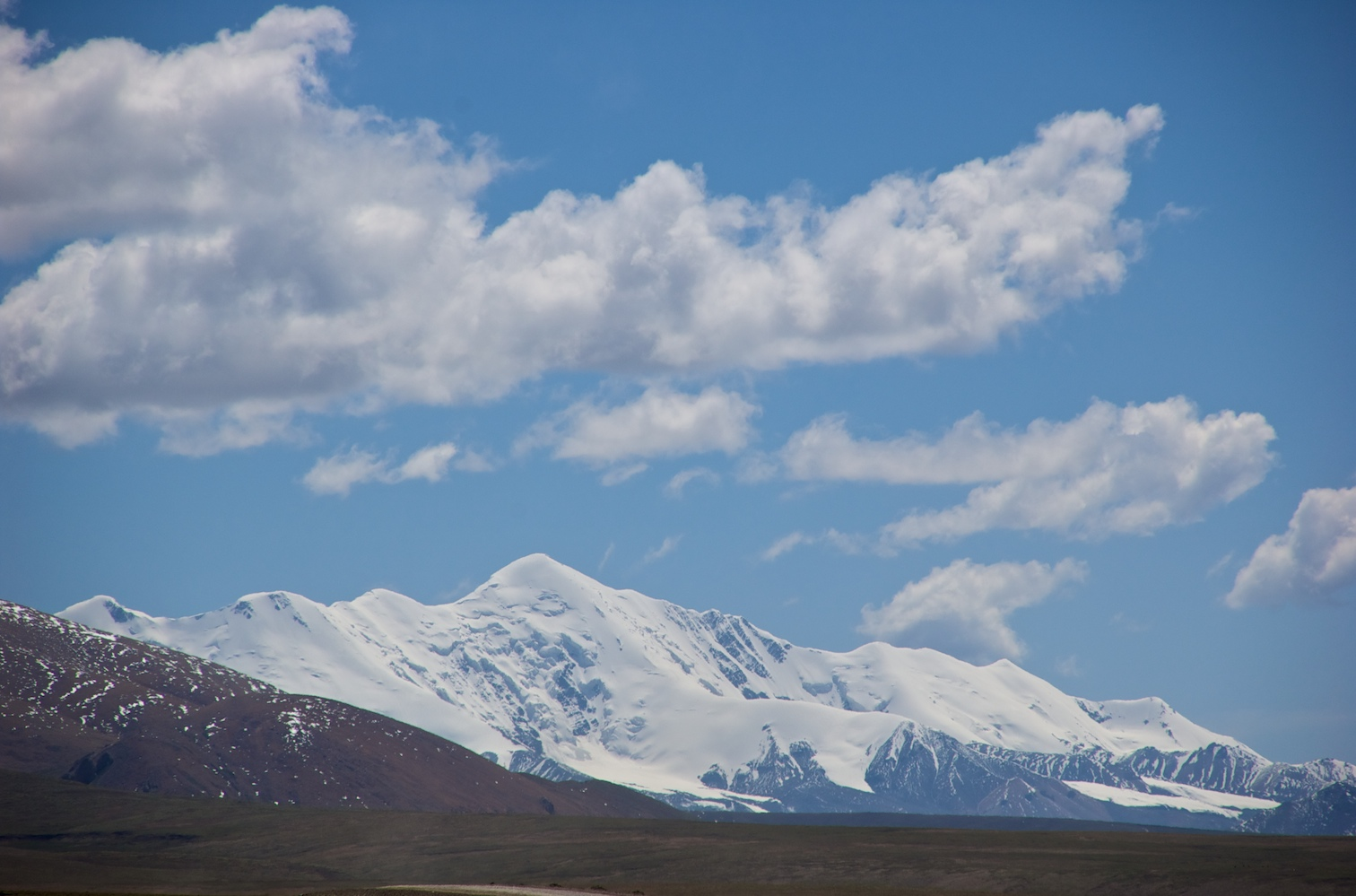
地處黃河源頭的大雪山，又叫騰格里哈達（蒙古語：天山）。潘昂霄撰《河源志》以此山為崑崙
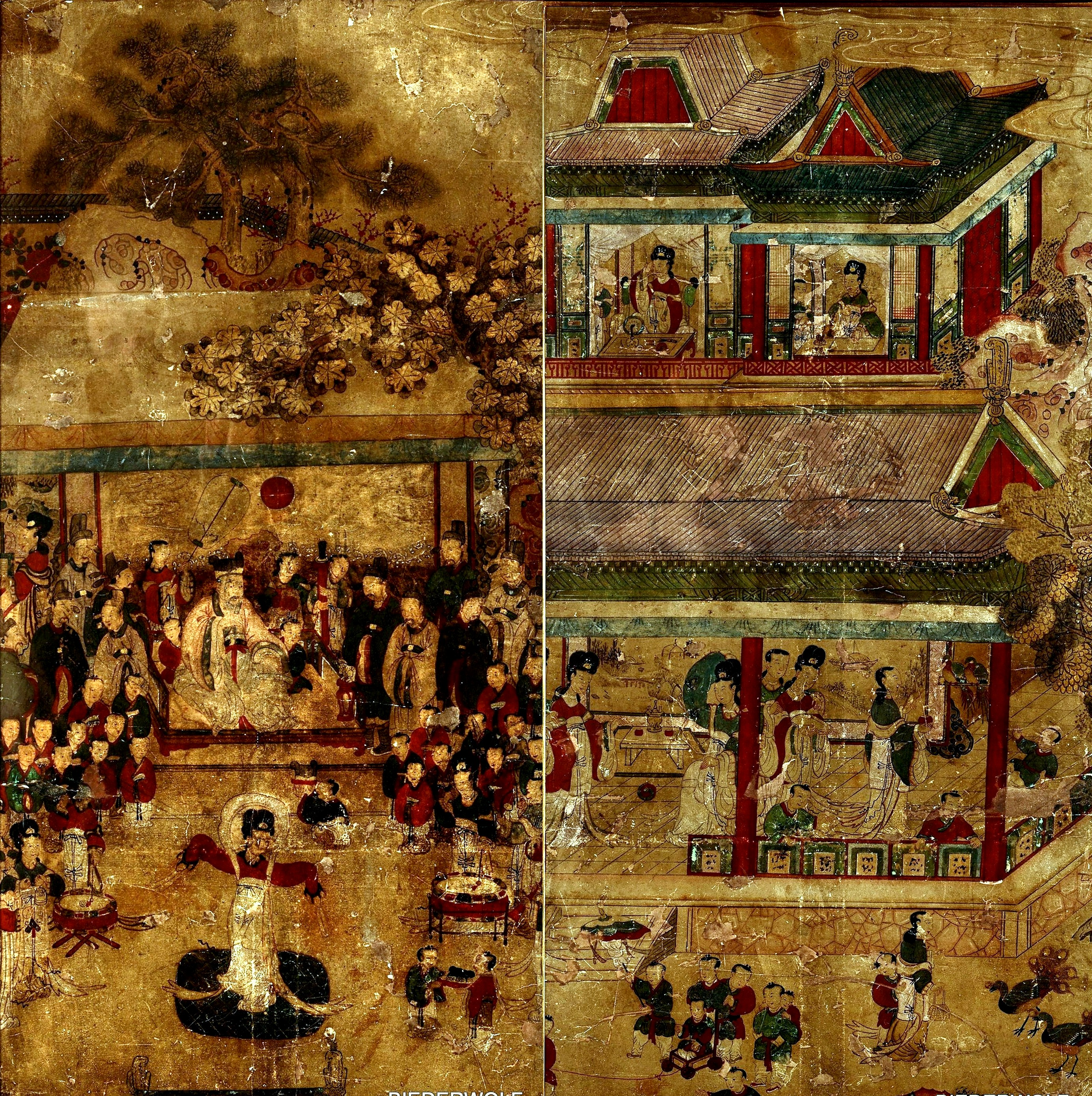
周穆王訪西王母於崑崙瑤池，李氏朝鮮畫作
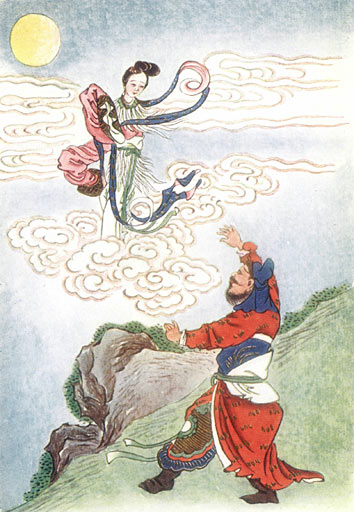
嫦娥竊羿不死藥，奔廣寒宮
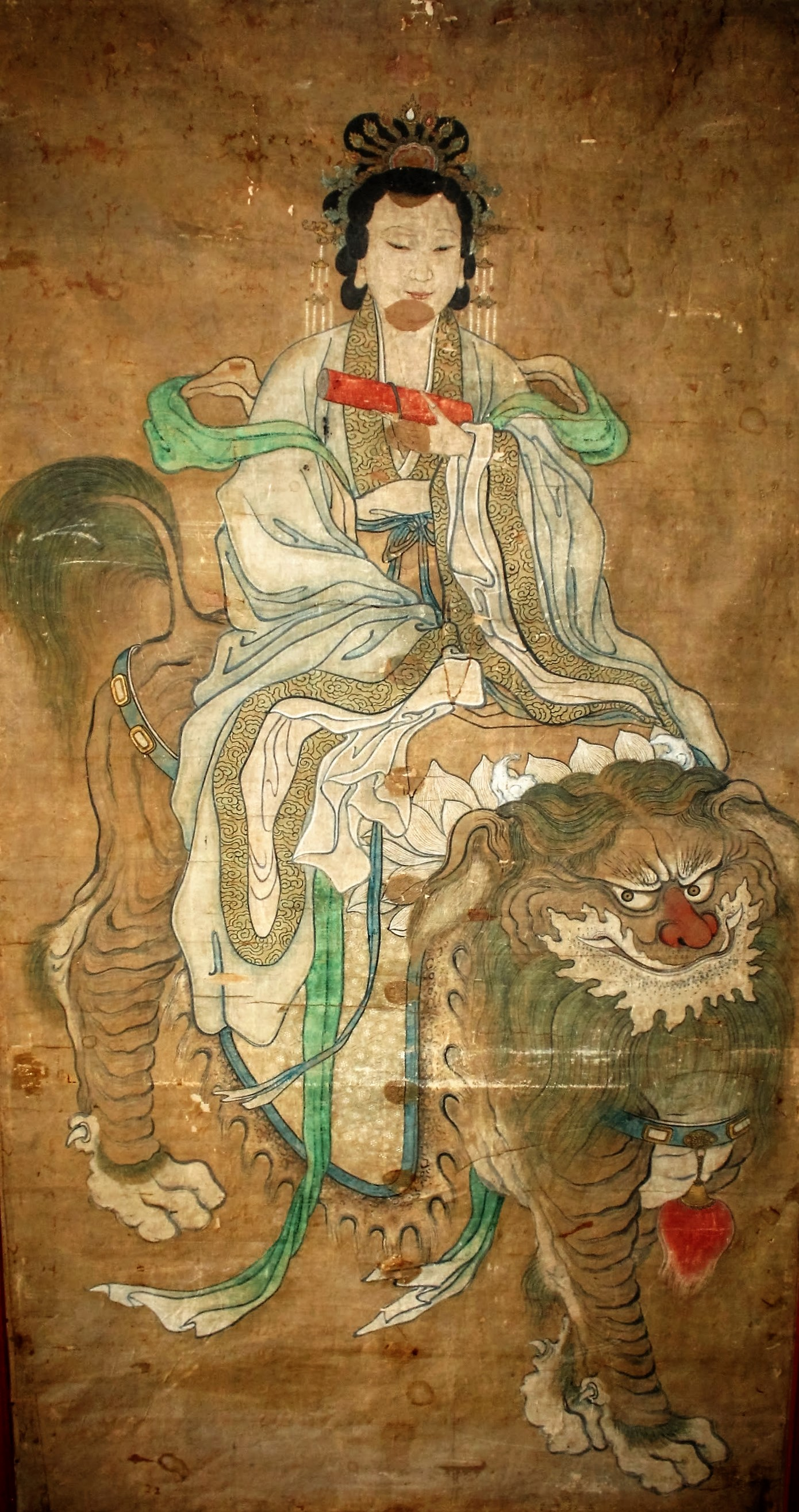
道教仙人西王母乘石獅子出巡，明朝畫作

## 外部連結
- 論古代崑崙神話的真實性
- 漢代太一信仰的圖像考古 （页面存档备份，存于）
- 黃帝與昆侖的神話原型 （页面存档备份，存于）
- 古籍中的崑崙山在何地？
- 崑崙之墟 （页面存档备份，存于）（中華百科全書）
- 崑崙山 （页面存档备份，存于）（淵鑑類函）